# Alphomelon paranigriceps
Alphomelon paranigriceps (лат.) — вид мелких наездников-браконид рода Alphomelon из подсемейства Microgastrinae (Braconidae, Ichneumonoidea).

## Распространение
Неарктика (США).

## Описание
Паразитические наездники крупных для микрогастерин размеров. Длина тела 5,0 мм, длина переднего крыла 5,2 мм. Основная окраска желтовато-коричневая. От близких таксонов отличается следующими признаками: петиолярный гребень тергита T1 сравнительно очень крупный, занимает задние 0,7 длины T1 и идёт до заднего края тергита, гребень разделен сзади на два широко разделенных рукава; тергит T2 в основном сильно скульптурирован; голова в основном красновато-коричневая, особенно лицо и лоб; тело в основном темно-оранжево-желтое; крылья очень сильно опушены. Предположительно, как и близкие виды, паразитируют на гусеницах бабочек-толстоголовок (Hesperiidae). Яйцеклад примерно равен по длине задней голени; проподеум морщинистый; первый тергит брюшка немного длиннее своей ширины; второй тергит много шире первого и короче третьего тергита. Жгутик усика 16-члениковый. Нижнечелюстные щупики 5-члениковые, нижнегубные щупики состоят из 3 сегментов. Дыхальца первого брюшного тергита находятся на латеротергитах.